# Марийская диаспора
Марийская диаспора — это сообщество людей марийского происхождения, проживающих за пределами Республики Марий Эл. На территории сопредельных республик и областей Поволжья марийская диаспора расселена компактно, имеются моноэтничные марийские деревни и даже районы, в которых марийцы составляют большинство населения. В других регионах России и за рубежом марийцы расселены дисперсно, в основном проживают в крупных городах.

## Марийцы в России
По данным Всероссийской переписи населения, прошедшей в 2010 году, в России проживает 547 605 этнических марийцев. Только 290 863 — около 53 % из них — живут в Марий Эл, остальные распределены между другими регионами Поволжья и других частей страны. Перепись зафиксировала около 104 тысяч марийцев в Башкортостане, 30 тысяч в Кировской области, 24 тысячи в Свердловской области, 19 тысяч в Татарстане и ещё около 81 тысячи в других регионах.

### Башкортостан

## Марийцы за рубежом
Небольшие марийские сообщества существуют и за пределами России — около 4 тысяч в Казахстане и на Украине, несколько сотен человек в Белоруссии, Латвии, Эстонии, отдельные семьи в странах Западной Европы и Северной Америки.